# Odontopera azelinaria
Odontopera azelinaria là một loài bướm đêm trong họ Geometridae.